# Monte Ortigara
De Monte Ortigara is een berg gelegen in de Alpen in de Italiaanse regio Veneto. De berg heeft een hoogte van 2105 meter en is een van de hoogste bergen in de Italiaanse provincie Vicenza.